# Конильо, Фернандо
Фернандо Конильо (исп. Fernando Coniglio; род. 24 ноября 1991, Лаборде) — аргентинский футболист, нападающий. Ныне выступает за аргентинский клуб «Тристан Суарес».

## Клубная карьера
Фернандо Конильо начинал карьеру футболиста в клубе «Росарио Сентраль». 8 апреля 2010 года он дебютировал в аргентинской Примере, выйдя на замену в конце домашнего матча против «Архентинос Хуниорс». Команда по итогам сезона вылетела в Примеру B Насьональ, и следующие три года Конильо вместе с ней провёл на этом уровне. В 2013 году «Росарио Сентраль» вернулся в Примеру, а Конильо продолжил играть в Примере B Насьональ, выступая на правах аренды за «Атлетико Сармьенто» и «Спортиво Бельграно». Первую половину 2015 года он провёл за «Унион де Санта-Фе» в Примере.
В начале 2016 года Конильо стал футболистом клуба Примеры B Насьональ «Чакарита Хуниорс». С 11 забитыми голами в 21 матче он занял третье место в списке лучших бомбардиров турнира. В середине того же года Конильо перешёл в команду Примеры «Олимпо». 24 сентября он забил свой первый гол в рамках Примеры, отметившись в самом конце домашнего поединка против «Годой-Круса».
В середине 2017 года Фернандо Конильо перешёл в «Уракан», а спустя год — на правах аренды в «Ланус».

## Достижения
«Росарио Сентраль»
- Победитель Примеры B Насьональ (1): 2012/13